# Смит, Рейн
Рейн Смит (нидерл. Rein Smit; род. 5 января 2001, Кастрикюм, Северная Голландия) — нидерландский футболист, нападающий клуба «Телстар».

## Клубная карьера
Смит — воспитанник клуба «Херенвен». 21 декабря 2019 года в матче против «Хераклеса» он дебютировал в Эредивизи.